# Antonio Añoveros Ataún
Antonio Añoveros Ataún (Pamplona, 13 de junio de 1909-Bilbao, 24 de octubre de 1987) fue un clérigo católico español, obispo de Cádiz y Ceuta y de Bilbao.

## Biografía
Prelado navarro nacido en Pamplona el 13 de junio de 1909. Estudió Derecho y Teología. Ordenado sacerdote en 1933, fue párroco de San Nicolás de Pamplona y, entre 1942 y 1950, de Santa María de Tafalla. Trasladado a Málaga, fue allí canónigo de la catedral, rector del seminario y vicario general de la diócesis, siendo nombrado en 1952 obispo auxiliar. Dos años después pasa a desempeñar el mismo puesto en Cádiz, diócesis de la que es preconizado obispo titular en 1964.

### Polémica con el régimen franquista
Su nombramiento como obispo de Bilbao en diciembre de 1971 originó una crisis en la Iglesia vizcaína cuando el Consejo Presbiterial de la diócesis remitió una carta a la Santa Sede en la que si bien lo aceptaban, expresaban su protesta porque no se les hubiera consultado ni tenido en cuenta algunas condiciones que consideraban imprescindibles en el nuevo prelado. Esto provocó una respuesta de un grupo de sacerdotes que lo consideraban un desacato al papa y al menos un incidente con fieles que secundaron y apoyaron esta posición. En la Cuaresma de 1974 protagonizó un duro enfrentamiento con el gobierno de Franco, a causa de su homilía sobre el derecho del pueblo vasco a su identidad, que fue leída el 24 de febrero de ese año en las iglesias de la diócesis. La tesis central de la homilía decía: "El pueblo vasco tiene unas características propias... Entre las que destaca su lengua milenaria. Esos rasgos dan una identidad específica dentro del conjunto de pueblos que constituyen el Estado español. El pueblo vasco tiene el derecho de conservar su patrimonio espiritual, sin perjuicio de un saludable intercambio con los pueblos vecinos dentro de una organización sociopolítica que reconozca su propia libertad". Esto se hacía dos meses después del asesinato por miembros de ETA del almirante Luis Carrero Blanco, presidente del Gobierno y presunto sucesor de un Franco muy anciano. El gobierno puso en marcha el destierro para Añoveros, acusado de lanzar ataques subversivos contra la unidad nacional. El nuevo presidente, Carlos Arias Navarro, presionado por la extrema derecha (el llamado búnker), redujo a Añoveros y a su vicario general, monseñor Ubieta López, a arresto domiciliario. Había indicios y rumores de que algunos sectores del clero vasco (especialmente jóvenes de tendencia progresista) colaboraban con la banda terrorista ETA. Ante la negación del obispo a abandonar el país, alegando que sólo lo haría bajo órdenes directas del papa Pablo VI, la Conferencia Episcopal, con su presidente, el cardenal Tarancón a la cabeza, acomodándose ya a los nuevos tiempos, amenazó con la excomunión (asunto importante, dada la confesionalidad del régimen) y el general Franco -ante las ya deterioradas relaciones con la Iglesia que ponían en peligro el Concordato de 1953- distendió la situación. Añoveros permaneció en su sede, hasta que renunció en septiembre de 1978. Murió en Bilbao el 24 de octubre de 1987.